# Шквал (сторожевой корабль)
«Шквал» — сторожевой корабль типа «Ураган» I-й серии. Построен на Николаевском судостроительном заводе. В составе Черноморского флота ВМФ СССР, участвовал в боевых действиях Великой Отечественной войны. Совершил артналёты в составе отрядов на Феодосию (1942) и Анапу (1943). Конвоировал транспорта.

## Служба
Сторожевой корабль «Шквал» типа «Ураган» I-й серии (Проект 2) был заложен на Николаевском судостроительном заводе 24 октября 1927 года (заводской номер С-187). Был спущен на воду в 1930 году, приемный акт подписан 5 марта 1933 года.

### Великая Отечественная война
СКР проходил капитальный ремонт с марта 1939 года по 24 мая 1942 года в Севморзаводе. С усилением авианалётов в октябре 1941 года был уведен из Севастополя на Кавказ для завершения ремонта.
20 и 25 июня 1942 года совершил два рейса с грузами в осажденный Севастополь. Был поврежден при авианалете в Новороссийске 2 июля 1942 года. На следующий день перешёл в Поти на ремонт. С середины июля конвоировал транспорты между портами Кавказа. 13 августа 1942 года сел на мель у Кабардинки, на следующий день был снят двумя буксирами.
Участвовал 14 октября 1942 года в набеге и артобстреле порта Феодосии в отряде с эсминцем «Незаможник» (выпущено 59 снарядов) и 20 декабря (выпущено 64 снаряда) 1942 года.
По советскому донесению, позднее с минимальными изменениями вошедшему в различные издания, «Незаможник» и «Шквал», командир отряда капитан 2-го ранга Бобровников, подошли на траверс Феодосии и установили связь с самолётом-корректировщиком и самолётом-осветителем. Были сброшены осветительные бомбы. С дистанции около 60 кабельтовых, имея ход 8 узлов, эсминец произвел пристрелочные залпы, а после получения данных от самолёта-корректировщика оба корабля открыли стрельбу на поражение. Противник некоторое время принимал артобстрел за разрывы авиабомб. Зенитные батареи открыли интенсивный огонь по самолётам. Однако через несколько минут обнаружил корабли и открыл огонь по ним.
Головной «Незаможник» лег на курс отхода. Со «Шквала» сбросили несколько дымовых шашек, неприятель перенес огонь в район дымзавесы. В это время отряд был внезапно атакован торпедными катерами противника. Для уклонения «Незаможник» и «Шквал» одновременно резко изменили курс и привели катера на корму, но были освещены прожекторами. Береговые батареи перенесли огонь на корабли. На новом курсе на «Шквале» снова использовали дымовые шашки, после чего корабли отряда изменили курс и под прикрытием завесы ушли мористее. Разрывы немецкой артиллерии помешали атаке торпедных катеров. Через несколько минут «Незаможник» и «Шквал» вышли из зоны обстрела.
Как выяснилось в настоящее время по доступным немецким документам, указанная в советском донесении внезапность достигнута не была, поскольку уже в 23.27 советский отряд был обнаружен с помощью береговой PЛC. Советская стрельба дала несколько пожаров, повреждён буксир порта, в порту имелся один раненый. Немецкая стрельба 1-й и 2-й батареи 601-го дивизиона попаданий по кораблям не дала. Немцы в донесении посчитали советский отряд в 3-5 кораблей.
С 24 декабря 1942 года СКР «Шквал» находился в ремонте до конца февраля 1943 года. 6 марта 1943 года марта обстрелял Анапу (выпущено 32 снаряда ГК).
20 августа 1943 года в 19.00 СКР «Шквал» вместе с СКР «Шторм» под флагом командира отряда капитан 2-го ранга П. А. Бобровникова вышел из Туапсе в сопровождении трех морских охотников для артналёта на аэродром Анапа. До 21.40 корабли шли вдоль берега со скоростью 18 узов под прикрытием шести истребителей. В районе Новороссийска отряд определился по мысу Дооб и горным вершинам. Получив донесение с самолёта МБР-2 о готовности к корректировке, отряд лёг на боевой галс и в 1.20 открыл огонь по аэродрому с дистанции 65 кбт. Первый залп лег с недолетом 300 м. Скорректировав огонь, перешли к стрельбе на поражение. Через несколько минут два прожектора осветили корабли и в 1.32 по ним открыли огонь береговые батареи. Охотники прикрыли СКРы дымзавесой. В 1.37, закончив стрельбу, корабли увеличили скорость до 20 уз. и начали отходить от берега. «Шквал» и «Шторм» выпустили 193 102-мм снаряда. На аэродроме было зафиксировано шесть сильных взрывов. Огонь двух вражеских батарей (4х155-мм орудия) урона не нанёс. За дымзавесой СКР вышли из-под обстрела и в 7.50 возвратились в Туапсе. 22 августа они перешли из Туапсе в Поти.
Далее СКР вновь эскортировал черноморские конвои.
4 сентября 1943 года СКР «Шквал» пришел из Поти в Туапсе. 9 — 10 сентября вместе со «Штормом» перешел из Туапсе в Батуми. 11-12 сентября оба СКР конвоировали танкер «Передовик» (1678 т бензина) в Туапсе, а затем вернулись обратно в Батуми. 17 сентября 1943 «Шквал» сопровождал транспорт «Серов» из Поти до границы территориальных вод Турции, транспорт направлялся в Трабзон. 20-21 сентября конвоировал танкер «И. Сталин» из Батуми в Туапсе, 22 сентября 1943 года перешел в Геленджик.
«Шквал» участвовал в высадке десанта в районе станицы Благовещенская как корабль управления. 24 сентября 1943 года в 17.30 одновременно с первым и вторым отрядами высадки десанта вышел в море, на СКР находился командир высадки командир Новороссийской ВМБ контр-адмирал Г. Н. Холостяков и его штаб. Ночью корабль атаковали три торпедных катера противника. Благодаря маневрированию все шесть торпед прошли мимо. Из-за штормовой погоды отряды произвели высадку на Анапском рейде. 25 сентября в 8.09 СКР прибыл в Геленджик, а в 14.15 — в Туапсе.
26 сентября 1943 года «Шквал» совместно с четырьмя БТЩ и одним СКА был в охранении танкера «И. Сталин» и буксира ЧФ-2, конвой вышел из Туапсе в Батуми. 27 сентября в 8.01 он обнаружил вражескую ПЛ в подводном положении. БТЩ «Трал» атаковал её глубинными бомбами. В 17.20 конвой прибыл в Батуми.
3-5 ноября СКР конвоировал транспорты «Райкомвод» и «Тракторист» из Поти в Туапсе. Утром 6 ноября прибыл в Батуми и в тот же день в составе конвоя (танкер «Вайан Кутюрье», 3 БТЩ и 4 СКА) вышел в Туапсе, куда прибыл 8 ноября в 1.25. 9 ноября вернулся в Туапсе, зайдя по пути в Сочи.
Участвовал в обеспечении проводки Эскадры ЧФ в освобожденный Севастополь 5 ноября 1944 года.
18 декабря 1944 года недостроенная ПЛ Л-25 была выведена на буксире парохода СП-31 из Очамчиры в Поти. Из-за шторма буксир оборвался, лодка двое суток дрейфовала в море. Посланный 19 декабря 1944 года на спасательные работы отряд из СКР «Шквал» (командир Керенский П. А.) и двух катеров смог в шторм снова завести буксировочные концы, но мощности СКР не хватало против волны и скорость буксировки была почти нулевой. От буксировки разгерметизировались крышки торпедных аппаратов ПЛ. Катера сняли перегонный экипаж, лодка набирала воду, пока не затонула 20 декабря в 15 милях от мыса Пицунда на глубине 633 метра.
В послевоенное СКР «Шквал» входил в состав 1-го Бургасского дивизиона сторожевых кораблей и тральщиков Черноморского флота.
В 1950 году сторожевой корабль «Шквал» был в составе 106-й бригады охраны водного района Потийской военно-морской базы.
Корабль был исключен из боевого состава флота 12 ноября 1952 года и был переклассифицирован в корабль обеспечения боевой подготовки (судно-мишень). 9 мая 1953 года передан ВМУ механиков флота в Одессе, где был переоборудован в учебное электромеханическое судно «Сура».

## Командиры
- Владимирский, Лев Анатольевич (мая 1932 — апрель 1935)[10].
- Фадеев, Владимир Георгиевич (март 1935 — ноябрь 1936)[10].
- капитан-лейтенант Бакарджиев, Вячеслав Георгиевич (26.07.1942-6.1943)[11].
- капитан-лейтенант Керенский Павел Александрович (1944).
- капитан 3-го ранга Быков, Василий Иванович, Герой Советского Союза (1950—1952)[9].